# Palcówka (kiełbasa)
Palcówka – tradycyjna kiełbasa wieprzowa w cienkim jelicie, z mięsa surowego, podsuszana oraz dojrzewająca.
Nazwa pochodzi od upychania palcami farszu w cienkim jelicie, gdzie trudno było wykorzystać mechaniczne przyrządy o większej średnicy. Palcówka była szczególnie rozpowszechniona w kuchni kresowej. Obecnie często występuje jako produkt regionalny. Jest silnie przyprawiona i zawiera dużo mięsa, a mało tłuszczu i dodatków zastępujących mięso.